# Sośniakówka
Sośniakówka – część wsi Raba Wyżna w Polsce, położona w województwie małopolskim, w powiecie nowotarskim, w gminie Raba Wyżna. Wchodzi w skład sołectwa Raba Wyżna.
W latach 1975–1998 Sośniakówka znajdowała się w województwie nowosądeckim.